# Corinthian-Casuals FC
Corinthian-Casuals FC (celým názvem: Corinthian-Casuals Football Club) je anglický fotbalový klub, který sídlí v jihozápadním Londýně. Založen byl v roce 1939 po fúzi klubů Corinthian FC a Casuals FC. Od sezóny 2018/19 hraje v Isthmian League Premier Division (7. nejvyšší soutěž). Klubové barvy jsou hnědá a růžová.
Své domácí zápasy odehrává na stadionu King George's Field s kapacitou 2 000 diváků.

## Získané trofeje
- Surrey Senior Cup ( 2× )
  - 1953/54, 2010/11

## Úspěchy v domácích pohárech
Zdroj: 
- FA Cup
  - 1. kolo: 1965/66, 1983/84
- FA Amateur Cup
  - Finále: 1955/56
- FA Trophy
  - 2. kolo: 2002/03
- FA Vase
  - 5. kolo: 1983/84

## Umístění v jednotlivých sezonách
Stručný přehled
Zdroj: 
- 1945–1973: Isthmian League
- 1973–1974: Isthmian League (First Division)
- 1974–1977: Isthmian League (Second Division)
- 1977–1978: Isthmian League (First Division)
- 1978–1984: Isthmian League (Second Division)
- 1984–1985: London Spartan League (Premier Division)
- 1985–1986: London Spartan League (Senior Division)
- 1986–1987: London Spartan League (Premier Division)
- 1987–1996: Spartan League (Premier Division)
- 1996–1997: Combined Counties League
- 1997–2002: Isthmian League (Third Division)
- 2002–2004: Isthmian League (Division One South)
- 2004–2006: Isthmian League (Division One)
- 2006–2018: Isthmian League (Division One South)
- 2018–2023: Isthmian League (Premier Division)

Jednotlivé ročníky
Zdroj: 
Legenda: Z - zápasy, V - výhry, R - remízy, P - porážky, VG - vstřelené góly, OG - obdržené góly, +/- - rozdíl skóre, B - body, červené podbarvení - sestup, zelené podbarvení - postup, fialové podbarvení - reorganizace, změna skupiny či soutěže
| Sezóny  | Liga                                 | Úroveň | Z  | V  | R  | P  | VG | OG | +/- | B  | Pozice |
| ------- | ------------------------------------ | ------ | -- | -- | -- | -- | -- | -- | --- | -- | ------ |
| 2009/10 | Isthmian League (Division One South) | 8      | 42 | 17 | 3  | 22 | 66 | 79 | -13 | 54 | 13.    |
| 2010/11 | Isthmian League (Division One South) | 8      | 42 | 11 | 9  | 22 | 53 | 80 | -27 | 42 | 20.    |
| 2011/12 | Isthmian League (Division One South) | 8      | 40 | 12 | 12 | 16 | 49 | 63 | -14 | 48 | 13.    |
| 2012/13 | Isthmian League (Division One South) | 8      | 42 | 10 | 16 | 16 | 39 | 54 | -15 | 46 | 14.    |
| 2013/14 | Isthmian League (Division One South) | 8      | 46 | 15 | 10 | 21 | 69 | 73 | -4  | 55 | 17.    |
| 2014/15 | Isthmian League (Division One South) | 8      | 46 | 16 | 10 | 20 | 64 | 82 | -18 | 58 | 13.    |
| 2015/16 | Isthmian League (Division One South) | 8      | 46 | 26 | 7  | 13 | 75 | 52 | +23 | 82 | 6.     |
| 2016/17 | Isthmian League (Division One South) | 8      | 46 | 29 | 6  | 11 | 99 | 59 | +40 | 93 | 4.     |
| 2017/18 | Isthmian League (Division One South) | 8      | 46 | 26 | 9  | 11 | 86 | 47 | +39 | 87 | 5.     |
| 2018/19 | Isthmian League (Premier Division)   | 7      | 42 | 13 | 8  | 21 | 48 | 74 | -26 | 47 | 17.    |
| 2019/20 | Isthmian League (Premier Division)   | 7      | 31 | 6  | 8  | 17 | 33 | 44 | -11 | 26 | 19.    |
| 2020/21 | Isthmian League (Premier Division)   | 7      | 9  | 3  | 1  | 5  | 9  | 13 | -4  | 10 | 17.    |
| 2021/22 | Isthmian League (Premier Division)   | 7      | 42 | 13 | 13 | 16 | 51 | 58 | -7  | 52 | 14.    |
| 2022/23 | Isthmian League (Premier Division)   | 7      | 42 | 7  | 5  | 30 | 37 | 87 | -50 | 26 | 21.    |